# 朝鲜劳动党第三次代表会议
朝鲜劳动党第三次代表会议（朝鲜语：／*/?）于2010年9月28日在平壤举行。此次会议选举产生了朝鲜劳动党最高权力机构，并修改了《朝鲜劳动党章程》。朝鲜最高领导人金正日也出席了此次会议。朝鲜劳动党中央检查委员会第一次全体会议、朝鲜劳动党中央委员会2010年9月全体会议于同日早些时候举行。

## 会议内容
根据新华网转述朝鲜中央通讯社的报道，2010年9月28日全会开始后，朝鲜最高人民会议常任委员会委员长金永南就推举金正日为朝鲜劳动党总书记做了推举报告。与会代表经过讨论，表示一致支持并通过了金正日再次当选朝鲜劳动党总书记的提案。
本次代表会议根据《朝鲜劳动党章程》和《朝鲜劳动党最高领导机关选举细则》，宣布选举金正日为朝鲜劳动党中央委员会政治局常务委员会委员、朝鲜劳动党中央委员会政治局委员、朝鲜劳动党中央委员会委员、朝鲜劳动党中央军事委员会委员长。选举出金正日、姜锡柱、金正恩、金敬姬、张成泽等124名朝鲜劳动党中央委员会委员，姜技燮等105名朝鲜劳动党中央委员会候补委员。选举出金昌洙、朴明顺等15名朝鲜劳动党中央检查委员会委员。
本次代表会议上还通报了同日早些时候举行的朝鲜劳动党中央检查委员会第一次全体会议的决定内容，以及朝鲜劳动党中央委员会2010年9月全体会议的决定内容。新选出的朝鲜劳动党中央检查委员会委员出席了本次党代表会议。
本次代表会议通过了《朝鲜劳动党党章修改决定书》。据报道，该修订案全面修订和补充了朝鲜劳动党党员的义务和各阶层党组织的工作内容，新增了“党和人民政权”、“党徽、党旗”等章节，并补充了关于强化党对人民政权和金日成金正日主义青年同盟的领导，以及提高朝鲜人民军内部党组织作用的内容。
报道还称，
「朝鲜党、武装力量、政权机关、社群团体，省、中央机关的负责人代表，人民军军人、科学、教育、保健、文化艺术、新闻出版部门的负责人代表旁听了此次劳动党代表会议。

金永南在会上致开幕词及闭幕词。经朝鲜各道代表的代表协议会讨论决定，内阁总理崔永林被任命为党代表会议的议长进行了会议相关工作。」

## 朝鲜劳动党中央检查委员会第一次全体会议
朝鲜劳动党中央检查委员会第一次全体会议于2010年9月28日在朝鲜民主主义人民共和国平壤市举行。
此次全会选举金昌洙为朝鲜劳动党中央检查委员会委员长，朴明顺为朝鲜劳动党中央检查委员会副委员长。会议还选举了朝鲜劳动党中央检查委员会委员。
朝鲜劳动党中央检查委员会是《朝鲜劳动党章程》中规定的主要负责财务审计，检查党的财务工作的机构。

## 朝鲜劳动党中央委员会2010年9月全体会议
朝鲜劳动党中央委员会2010年9月全体会议于2010年9月28日在平壤市举行。
此次全会讨论并选举产生了朝鲜劳动党中央委员会政治局常务委员会，选举金正日、金永南、崔永林、赵明录、李英浩为朝鲜劳动党中央委员会政治局常务委员会委员。
此次全会选举金正日、金永南、崔永林、赵明录、李英浩、金永春、全炳浩、金国泰、金己男、崔泰福、杨亨燮、姜锡柱、边永立、李用茂、朱霜成、洪锡亨、金敬姬为朝鲜劳动党中央委员会政治局委员。选举出金养健、金永日、张成泽等15名朝鲜劳动党中央委员会政治局候补委员。
此次全会选举金己男、崔泰福、崔龙海、文京德、朴道春、金永日、金养健、金平海、泰宗秀、洪锡亨为朝鲜劳动党中央委员会书记局书记。
此次全会选举金正日为朝鲜劳动党中央军事委员会委员长，金正恩、李英浩为副委员长，还选举出金永春、金正阁、金明国、张成泽等16名朝鲜劳动党中央军事委员会委员。
此次全会任命金己男、张成泽、金永日、金平海、李永洙、朱奎昌、洪锡亨、金敬姬、崔熙正、吴日程、金养健、金正任、蔡喜正、泰宗秀为朝鲜劳动党中央部长，任命金基龍为《劳动新闻》责任主编。
此次全会选举金国泰为朝鲜劳动党中央检阅委员会委员长，鄭明學为第一副委员长，李得男为副委员长，车冠席、朴德万、车顺吉、金勇善为委员。